# Etixx/Saison 2014
Dieser Artikel listet Erfolge und Fahrer des Radsportteams Etixx in der Saison 2014 auf.

## Erfolge in der UCI Europe Tour
Bei den Rennen der UCI Europe Tour im Jahr 2014 gelangen dem Team nachstehende Erfolge.
| Datum                | Rennen                                                 | Kat. | Fahrer            |
| -------------------- | ------------------------------------------------------ | ---- | ----------------- |
| 16. März             | Kattekoers                                             | 1.2  | Łukasz Wiśniowski |
| 28. März             | 5. Etappe Tour de Normandie                            | 2.2  | Łukasz Wiśniowski |
| 29. März             | 4. Etappe Volta ao Alentejo                            | 2.2  | Karel Hník        |
| 11.–13. April        | Gesamtwertung Circuit des Ardennes                     | 2.2  | Łukasz Wiśniowski |
| 29. April            | 5. Etappe Tour de Bretagne                             | 2.2  | Daniel Hoelgaard  |
| 31. Mai              | 2. Etappe Course de la Paix (U23)                      | 2.2U | Samuel Spokes     |
| 1. Juni              | 3. Etappe Course de la Paix (U23)                      | 2.2U | Samuel Spokes     |
| 30. Mai – 1. Juni    | Gesamtwertung Course de la Paix (U23)                  | 2.2U | Samuel Spokes     |
| 13. Juni             | 2. Etappe Ronde de l’Oise                              | 2.2  | Daniel Hoelgaard  |
| 28. Juni             | Niederländische Meisterschaft – Straßenrennen (U23)    | CN   | Tim Kerkhof       |
| 13. Juli             | 3. Etappe Grande Prémio Internacional de Torres Vedras | 2.2  | Karel Hník        |
| 19. Juli             | 3. Etappe Czech Cycling Tour                           | 2.2  | Jan Hirt          |
| 2. August            | 4. Etappe Tour Alsace                                  | 2.2  | Karel Hník        |
| 30. Juli – 3. August | Gesamtwertung Tour Alsace                              | 2.2  | Karel Hník        |
| 4. September         | 1. Etappe Okolo Jižních Čech                           | 2.2  | Daniel Hoelgaard  |
| 7. September         | 4. Etappe Okolo Jižních Čech                           | 2.2  | Daniel Hoelgaard  |

## Zugänge – Abgänge
| Zugänge          | Team 2013                     | Abgänge            | Team 2014                   |
| ---------------- | ----------------------------- | ------------------ | --------------------------- |
| Radovan Doležel  | AC Sparta Praha               | Julian Alaphilippe | Omega Pharma-Quick Step     |
| Jan Hirt         | Leopard-Trek Continental Team | Petr Vakoč         | Omega Pharma-Quick Step     |
| Álvaro Cuadros   | Neoprofi                      | Florian Sénéchal   | Cofidis, Solutions Crédits  |
| Paco Ghistelinck | Neoprofi                      | Louis Verhelst     | Cofidis, Solutions Crédits  |
| Alexis Guérin    | Neoprofi                      | Tomáš Koudela      | Gebrüder Weiss-Oberndorfer  |
| Tim Kerkhof      | Neoprofi                      | Patrick Konrad     | Gourmetfein Simplon Wels    |
| Josip Rumac      | Neoprofi                      | Dieter Bouvry      | EFC-Omega Pharma-Quick Step |

## Mannschaft
| Name              | Geburtstag        | Nationalität |              |
| ----------------- | ----------------- | ------------ | ------------ |
| Álvaro Cuadros    | 12. April 1995    | Spanien      |              |
| Radovan Doležel   | 22. Februar 1994  | Tschechien   |              |
| Paco Ghistelinck  | 21. März 1993     | Belgien      |              |
| Alexis Guérin     | 6. Juni 1992      | Frankreich   |              |
| Jan Hirt          | 21. Januar 1991   | Tschechien   |              |
| Karel Hník        | 9. August 1991    | Tschechien   |              |
| Daniel Hoelgaard  | 1. Juli 1993      | Norwegen     |              |
| Markus Hoelgaard  | 4. Oktober 1994   | Norwegen     |              |
| Tim Kerkhof       | 13. November 1993 | Niederlande  |              |
| Josip Rumac       | 26. Oktober 1994  | Kroatien     |              |
| Samuel Spokes     | 16. April 1992    | Australien   |              |
| Łukasz Wiśniowski | 7. Dezember 1991  | Polen        |              |
| Stagiaires        | Stagiaires        | Nationalität | Nationalität |
| Nick Schultz      | Nick Schultz      | Australien   |              |